# Космос (фільм, 2015)
«Космос» (фр. Cosmos) — фільм-драма спільного франко-португальського виробництва 2015 року поставлений режисером Анджеєм Жулавським за однойменним романом 1965 року польського письменника Вітольда Гомбровича. Автори стрічки визначають її як «метафізичний нуар-трилер».
Прем'єра фільму відбулася на 68-му кінофестивалі в Локарно, де він отримав приз за найкращу режисерську роботу .

## Сюжет
Вітольд провалив іспити в юридичній школі, а Фукс кинув роботу в компанії паризької моди. Обидва хлопці вирушають на кілька днів у невеликий заміський так званий сімейний пансіонат, де стикаються з тривожними прикметами: горобцем, що висить у лісі, дивними знаками на підлозі будинку і в саду, дивною поведінкою мешканців будинку…

## В ролях
| Жан-Франсуа Бальмер | ···· | Леон              |
| Сабіна Азема        | ···· | мадам Войтіс      |
| Джонатан Жене       | ···· | Вітольд           |
| Жоан Ліберо         | ···· | Фукс              |
| Вікторія Герра      | ···· | Лєна              |
| Клементіна Понс     | ···· | Катеретт / Жинетт |
| Енді Жилле          | ···· | Люсьєн            |
| Рікардо Перейра     | ···· | Толо              |

## Робота над фільмом
«Космос» став першим фільмом Анджея Жулавського за останні 15 років. Продюсером стрічки виступив Пауло Бранко зі своєю компанією Alfama Films у співпраці з португальською компанією Leopardo Filmes. Зйомки проходили з середини листопада до кінця грудня 2014 року.

## Визнання
| Нагороди та номінації фільму «Космос» | Нагороди та номінації фільму «Космос» | Нагороди та номінації фільму «Космос» | Нагороди та номінації фільму «Космос» | Нагороди та номінації фільму «Космос» | Нагороди та номінації фільму «Космос» |
| Рік                                   | Кінофестиваль/кінопремія              | Категорія/нагорода                    | Номінант                              | Результат                             |                                       |
| ------------------------------------- | ------------------------------------- | ------------------------------------- | ------------------------------------- | ------------------------------------- | ------------------------------------- |
| 2015                                  | Міжнародний кінофестиваль у Локарно   | Гран-прі Золотий леопард              | Космос                                | Номінація                             |                                       |
| 2015                                  | Міжнародний кінофестиваль у Локарно   | Найкращий режисер                     | Анджей Жулавський                     | Перемога                              |                                       |